# 비호문
"비호문"은 한국에서 제작된 이헌우 감독의 1983년 영화이다. 맹비비 등이 주연으로 출연하였고 정창화 등이 제작에 참여하였다.

## 출연

### 주연
- 맹비비
- 양균균
- 김왕준
- 국정숙

## 기타
- 조명: 장기종
- 미술: 이명수